# 豳风图
《豳风图》由元代画家林子奂所作，可能是其存世唯一孤本，题材取自《诗经·国风·豳风》。该画卷为纸本水墨长卷，长446厘米、高26.5厘米，现藏于上海龙美术馆。

## 描述
现存《豳风图》卷包括“七月流火”、“鸱鸮鸱鸮”、“既破我斧”、“伐柯如何”、“九罭之鱼鳟鲂”五图，分别对应《豳风》中《七月》、《鸱鸮》、《破斧》、《伐柯》、《九罭》五首诗，而描绘《豳风》中另两首诗《东山》与《狼跋》的两图现已佚失。该画卷历史上流传有序，有明代解缙、张肯、周傅、申时行、顾凝远等人题跋。入清之后在清内府收藏，乾隆帝在卷首题有“王业始基”四字，并将此画收入《石渠宝笈》。

## 伪本
清朝末年溥仪将《豳风图》卷带出故宫，但后来该画销声灭迹多年，直至1990年代重新浮出世面。1995年，美国纽约一拍卖行上有人以70万美元购得《豳风图》（现称“海本”或“外本”），1997年深圳一企业家也购得《豳风图》一卷（现称“南本”）。一时间，世界各地先后出现9个版本的《豳风图》，真假难辨。史树青、谢稚柳、杨仁恺等知名文物鉴定家皆认定“南本”为真迹，杨仁恺还著有《元人林子奂〈豳风图〉真伪考辨》一文对此加以论证。2006年，“南本”《豳风图》在大唐国际北京春拍上以1000万元人民币成交。然而数年之后真本问世，人们发现之前“南本”、“海本”等9个版本的《豳风图》皆是同一人根据真本请专家临摹的伪作，作伪时使用了老旧宋纸、清宫老印泥等多种作伪手段。2010年前后，上海藏家刘益谦以约7000万元人民币的价格从原主手中买下了《豳风图》真本，现藏于其创立的龙美术馆。